# Georges Mathieu (artiste)
Pour les articles homonymes, voir Mathieu et Georges Mathieu.
Ne doit pas être confondu avec Georges Victor Mathieu, résistant et collaborateur français pendant la Seconde Guerre mondiale.
Georges Mathieu, né le 27 janvier 1921 à Boulogne-sur-Mer et mort le 10 juin 2012 à Boulogne-Billancourt
, peintre français, est un des pères de l'abstraction lyrique.
Il est également célèbre pour sa pièce de dix francs de 1974, son logotype d'Antenne 2 de 1975, et ses timbres postaux.

## Biographie

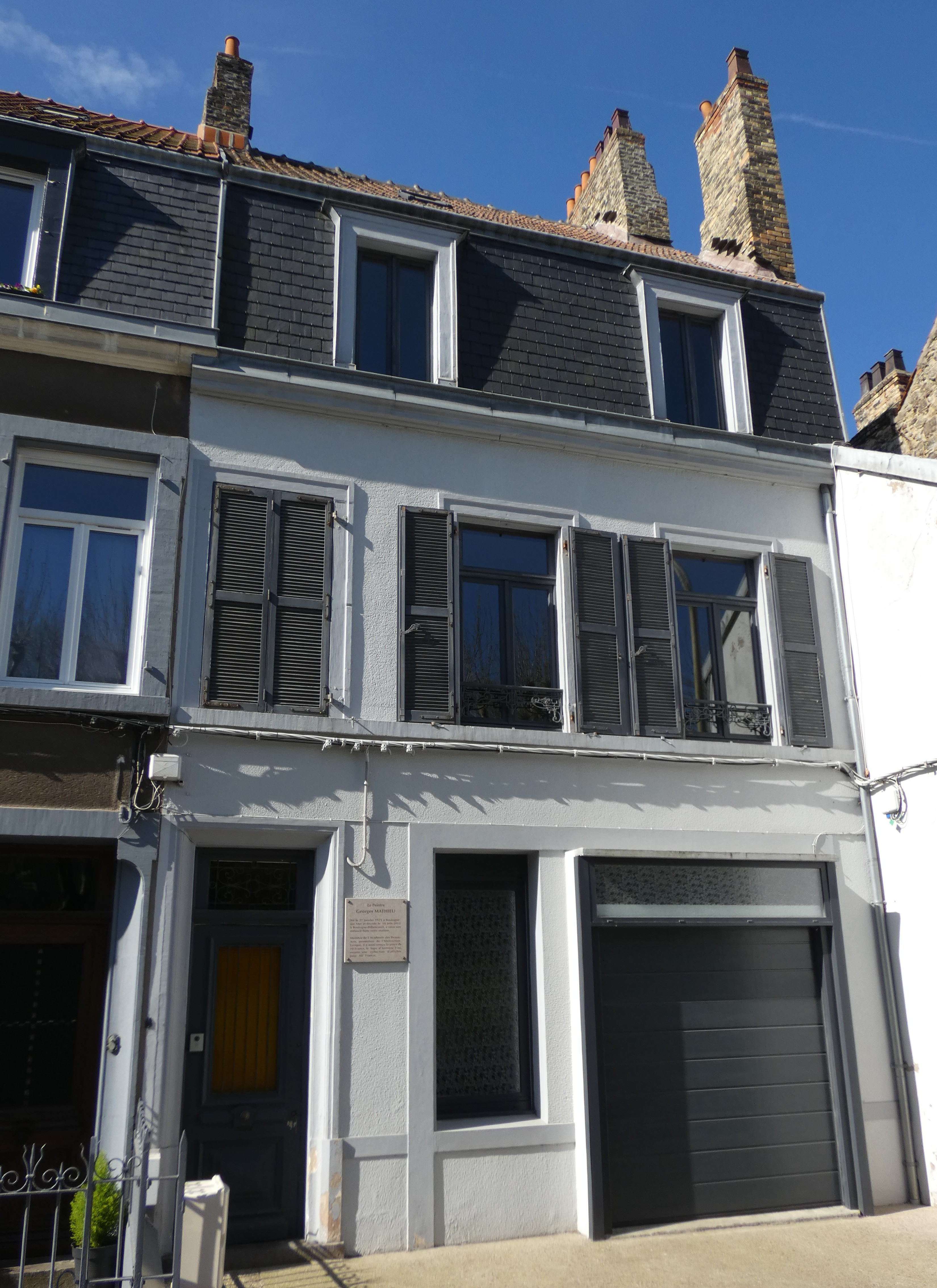
Maison d'enfance, à Boulogne-sur-Mer.

### Débuts
Né au sein d'une famille de banquiers, Georges Mathieu (né Georges Victor Mathieu) s'oriente d'abord vers des études de droit, de lettres et de philosophie. Dès 1942, il se tourne vers les arts plastiques et réalise ses premières peintures à l'huile. Il exerce pendant quelques années le métier de professeur avant de se lancer dans une carrière artistique. En 1946, il réalise sa première exposition à Paris au Salon des moins de trente ans.
En 1947, il expose au Salon des réalités nouvelles des toiles à la texture faite de taches directement jaillies du tube, revendiquant la paternité du dripping, technique attribuée à Janet Sobel en 1944 et développée par Jackson Pollock dès 1945, les couleurs étant, dans le cas de Mathieu, écrasées par le doigt de l'artiste dès 1944. Il participe cette même année au 14e Salon des surindépendants.

### Années 1950 et 1960
Dès 1950, il expose aux États-Unis et au Japon.
À partir de 1954, il crée une multitude de tableaux, souvent lors de performances ou happenings minutées devant un public, qui mettent en valeur la rapidité et la virtuosité du geste. Ainsi, en 1956 au théâtre Sarah-Bernhardt à Paris, Mathieu, devant près de 2 000 spectateurs, crée un tableau de 4 × 12 mètres en utilisant au moins 800 tubes de peinture (cette toile intitulée Hommage aux poètes du monde entier disparaît en 1968 lors de l'incendie de son atelier du 11 bis, avenue Léopold-II.). Outre-Atlantique, la diffusion de ses créations fait l'objet d'entraves importantes. En 1958, à New York, il tente également de créer des œuvres en public, mais cela lui est interdit. Il en vient à peindre en solitaire dans les galeries de son hôtel. Les galeries new-yorkaises refusent de l'exposer. Cette ostracisation de la part des institutions et des galeries américaines durera jusqu'à sa mort.
De 1953 à 1962, il est rédacteur en chef de la revue United States Lines Paris Review. En 1963, année de sa « Grande Rétrospective » au musée d'art moderne de la ville de Paris, il accède enfin à la consécration officielle. Entre 1968 et 1969, il créera plusieurs décors dorés pour des céramiques de la Manufacture de Sèvres, et notamment des services de table pour l'Exposition universelle de 1967 à Montréal et l'Exposition universelle de 1970 à Osaka.

### Années 1970
En 1973, il réalise son unique œuvre architecturale. À la demande de l'industriel Guy Biraud, fabricant de transformateurs, il dessine les plans d'une usine à Fontenay-le-Comte. L'usine Mathieu qui en résulte est un ensemble original en étoile à sept branches inégales, et dont le pourtour intégralement vitré est vu par l'artiste comme un moyen de lier le lieu de travail à la nature environnante.

### Années 1980
À partir de 1980, son œuvre peint témoigne d'une nouvelle maturité où il rompt avec les derniers vestiges de classicisme et abandonne alors la figure centrale, en même temps que sa palette se fait plus vaste. Grâce à la médiation de Paul Facchetti et Rodolphe Stadler, plusieurs rencontres et une correspondance animée ont eu lieu depuis la fin des années 1970 entre Georges Mathieu et Rolf Lauter, conservateur de la galerie de Margarete Lauter à cette époque. L'amitié qui a commencé a ensuite conduit à une vaste rétrospective à Mannheim en 1980 avec plus de 60 œuvres de 1944 à 1979. Cette amitié a abouti à de nombreux projets communs jusqu'en l'an 2000 et à l'invitation de Mathieu à l'Université de Heidelberg pour une conférence célèbre.
Il meurt le 10 juin 2012 à l'hôpital Ambroise-Paré de Boulogne-Billancourt. Il repose à Paris au cimetière de Montmartre (13e division).

### Distinctions et décorations
- Chevalier de la Légion d'honneur
- Commandeur de l'ordre des Arts et des Lettres (2005)[10]
- Membre de l'Académie des beaux-arts, élu le 7 mai 1975 au fauteuil d'Alfred Giess.
- Officier de l'ordre de la Couronne en 1982.

## Principales œuvres
- 1942 : Oxford Street by Night.
- 1950 : Flamence rouge, Hommage à la mort.
- 1952 : Hommage au Maréchal de Turenne.
- 1954 : 
  - La Bataille de Bouvines ;
  - Les Capétiens partout, musée national d'art moderne, Paris[11].
- 1956 :
  - Couronnement de Charlemagne ;
  - La Bataille de Hastings (voir la genèse de ce tableau). Quatre fresques en hommage au prophète Elie, Centre d'études carmelitaines (Paris).
- 1957 :
  - La Bataille des Esperous d'or ;
  - Seventh Avenue, peinte à New York et aujourd'hui conservée au musée Unterlinden de Colmar[réf. nécessaire].
- 1958 : La Bataille de Tibériade.
- 1959 : 
  - Hommage au Connétable de Bourbon ;
  - Le Massacre de la Saint-Barthélemy.
- 1960 : 
  - Le Grand Dauphin[12]
- 1961 :
  - Saint Georges terrassant le dragon ;
  - réalisation de l’étiquette des vins du château Mouton Rothschild.
- 1962 
  - mosaïque monumentale sur façade du CNRS au polygone scientifique de Grenoble[13].
  - Hommage à Jean Cabot, Musée national des beaux-arts du Québec[14]
- 1963 : La Victoire de Denain. Hommage à Jean Cocteau, fresque pour la Maison de la radio à Paris[15].
- 1965 : Paris, Capitale des arts.
- 1966 : Tapisserie des Gobelins pour le Salon d'honneur du Pavillon français à l'Exposition universelle de Montréal.
- 1967 : Hommage à Condillac, faculté des sciences de Grenoble.
- 1967 : Air France lui commande plusieurs toiles qui illustreront quatorze affiches pour une campagne publicitaire[16]. Il dessine également les plans de l'usine étoile de Fontenay-le-Comte en Vendée[17].
- 1968: il dessine la nouvelle marque de la Manufacture de Sèvres[18]. Mise en service en 1970, elle est toujours utilisée de nos jours pour marquer les pièces de Sèvres. Le dessin reprend le monogramme de Louis XV au double « L », le nom Sèvres, et les deux derniers chiffres de l'année de fabrication de la pièce.
- 1968 : Hommage aux poètes disparus.
- 1969 : Hommage à Monsieur Vauban, Colmar, musée Unterlinden[19].
- 1971 : L'Élection de Charles Quint.
- 1973 :
  - l’usine Mathieu à Fontenay-le-Comte ;
  - décors pour Barbe bleue, opéra de Béla Bartók, à la Deutsche Oper Berlin ;
  - sculpture pour le collège de Bourgueil.
- 1974 : Dessin de la pièce française de dix francs type Mathieu.

- 1975 : 

Logotype d'Antenne 2 en 1975.

  - Conception du nouveau logotype d'Antenne 2[20];
  - Édition, par La Poste, du timbre Tapisserie des Gobelins, hommage à Nicolas Fouquet[21]
- 1976 : Courtray.
- 1977 : République française, médaille pour La Monnaie de Paris, diamètre 100 mm, 330 g.
- 1978 : Matta Salums. Batoumi.
- 1979 : 
  - période des œuvres « Stellaires » : L'Astre du jour ;
  - période des « Supersignes » : Ibéride.
- 1980 : Édition par La Poste du timbre Charles de Gaulle commémorant les 40 ans de L'Appel du 18 juin et les 10 ans de la mort du général de Gaulle[22].
- 1980-1982 : sculpture monumentale pour le complexe sportif de Neuilly-sur-Seine.
- 1981-1985 : À la France, tapisserie des Gobelins.
- 1982 :
  - Signal pour le CES de Charenton-le-Pont (Val-de-Marne) ;
  - Célébration du feu pour l'École nationale supérieure de céramique industrielle de Limoges (Haute-Vienne), œuvre disparue en 2011[23] et retrouvée en 2016[24] ;
  - La Délivrance d'Orléans par Jeanne d'Arc.
- 1984 : Le Cycle de Saturne, série.
- 1985 :
  - Conception du trophée des 7 d'or[25];
  - Le Massacre des 269 Coréens[26].
- 1988 : Le Paradis des orages.
- 1989 : L'Immortalité ruinée.
- 1991 : Rumeur de paradis.

### Le choix des titres
Les titres des toiles de Georges Mathieu se rapportent parfois aux mathématiques (Théorème d'Alexandrov), à la physique (Principe de Pauli), ou encore à la logique (Grand syllogisme conjonctif), mais le plus souvent à l'Histoire (La Bataille de Bouvines, Les Capétiens partout, La Bataille de Hastings, Le massacre de la Saint-Barthélemy, L’Élection de Charles Quint, etc.). Plutôt que d'attribuer un numéro à une toile, l'artiste préfère en effet des références par exemple historiques, certes gratuites, mais potentiellement évocatrices.

### Genèse d'une œuvre
En 1956, Georges Mathieu est invité à réaliser une exposition à Londres, occasion à laquelle il décide de peindre, notamment des tableaux de grand format. L'atelier initialement prévu étant trop exigu, Georges Mathieu s'installe en pleine rue, étalant pinceaux, couleurs et matériel divers à même le sol, captant ainsi l'attention des passants. Le critique d'art Toni del Renzio note alors minute par minute chaque geste, coup de pinceau, changement de couleur, et mouvement de recul du peintre pour mieux saisir l'ensemble,. Au bout d'une performance de 113 minutes, la toile de La Bataille de Hastings est achevée.
Cette chronologie rend concrète la genèse d'une œuvre en temps réel. Elle a ainsi permis au public de suivre le déroulement sur la toile de la bataille de Hastings. Le tableau final est une huile sur toile, d'environ 200 × 500 cm, conservée aux Abattoirs de Toulouse.

### Publications
- Au-delà du tachisme, 1963
- Le Privilège d'être, 1967 ; réédité en 2006 aux Éditions Complicités Texte accompagné d'un entretien inédit de Georges Mathieu daté de décembre 2005.
- De la révolte à la Renaissance, Gallimard, 1973 (ISBN 978-2-07-035279-1)
- L'Abstraction prophétique, Paris, Gallimard, 1984
- Désormais seul en face de Dieu, Lausanne, L'Âge d'Homme, 1998, 349 p. (ISBN 2-8251-1144-9, OCLC 40815288, lire en ligne)Autoportrait esthétique et spirituel composé de documents de et sur Georges Mathieu rassemblés par lui-même.

### Filmographie
- 1954 : La Bataille de Bouvines, Robert Descharnes
- 1956 : Le Couronnement de Charlemagne, R. Descharne
- 1959 : La Saint-Barthélémy, ORTF productions
- 1959 : Hommage au Connétable de Bourbon, A. Rainer
- 1961 : Georges Mathieu, J. Mousseau et J. Feller
- 1965 : Paris, capitale des arts, ORTF prod.
- 1967 : Georges Mathieu, F. Warin
- 1968 : Georges Mathieu, P. Lhoste et G. Roze
- 1971 : Georges Mathieu, L. Thorn
- 1971 : Georges Mathieu ou la fureur d'être, documentaire de Frédéric Rossif montrant le peintre en train de peindre deux toiles ; texte de François Billetdoux, musique de Vangelis (voir site du film)
- 1979 : À la recherche de Georges Mathieu, D. Lecomte
- 1986 : Georges Mathieu, P. Ducrest
- 1992 : Spectacle son et lumière donné en août 1992 dans la cour du château-musée de Boulogne-sur-Mer, Th. Choumitzky